# Yosemite Triple Crown
Yosemite Triple Crown bezeichnet die Aneinanderreihung von drei Bigwallrouten an den drei großen Felswänden des Yosemite-Tals. Diese Wände müssen nacheinander innerhalb eines Tages durchstiegen werden. Sie liegen am El Capitan, dem Half Dome und dem Mount Watkins.

## Die Herausforderung
Bei dem „Link-up“ der Yosemite Triple Crown werden drei große Bigwallrouten an drei verschiedenen Felswänden des Yosemite-Tals miteinander verbunden, das heißt, sie werden innerhalb von 24 Stunden nacheinander geklettert, wobei die Distanz zwischen den Felswänden zu Fuß zurückgelegt wird. Die Wahl der Bigwallrouten ist nicht strikt vorgegeben, meist werden jedoch folgende Routen in der angegebenen Reihenfolge miteinander verbunden: Southface am Mount Watkins, Regular NW-Face am Half Dome und The Nose am El Capitan. Damit ergeben sich zusammen etwa 77 Seillängen, 2448 Klettermeter und 30 Kilometer Laufdistanz.

Felswände der Yosemite Triple Crown
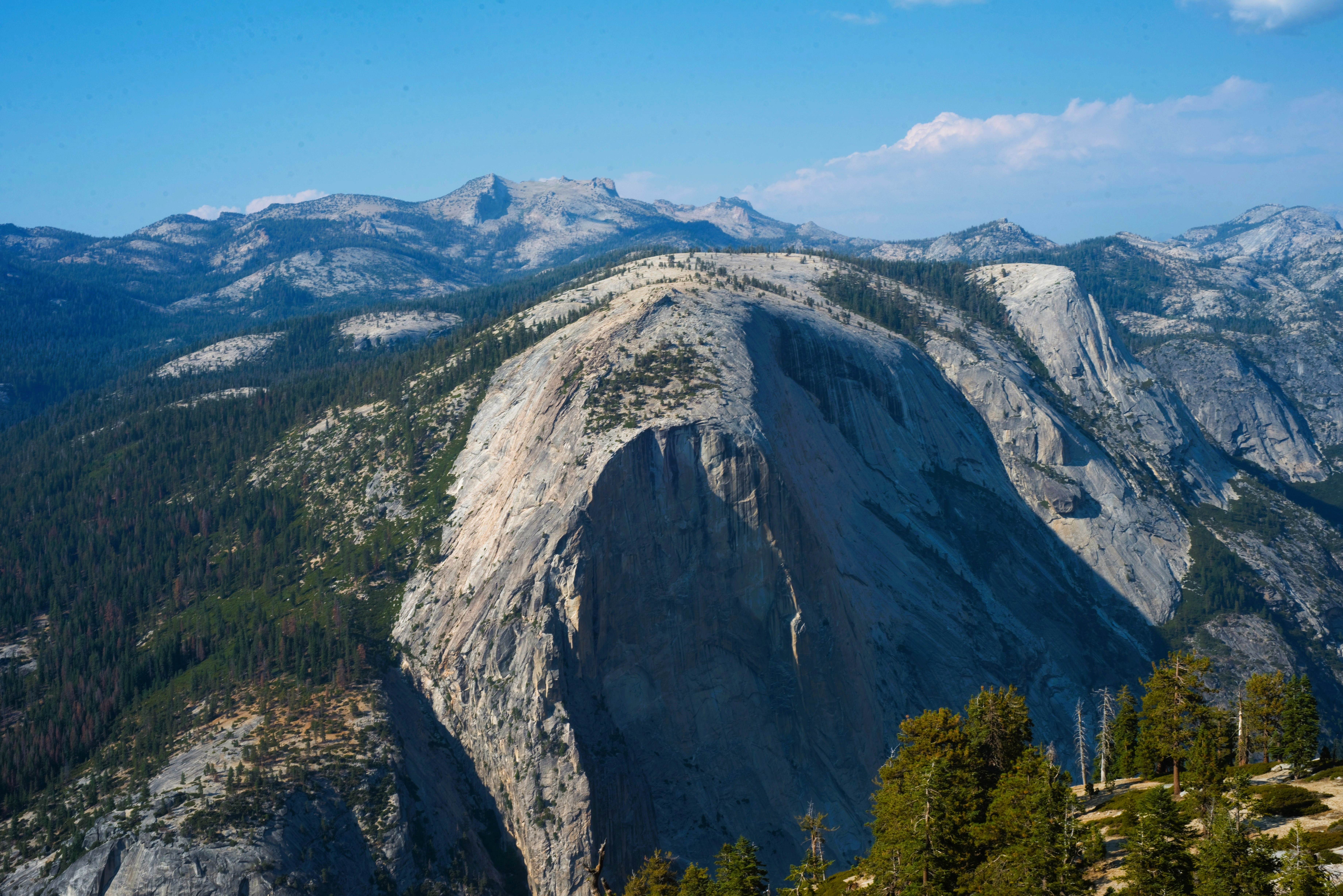
Mount Watkins Südwand
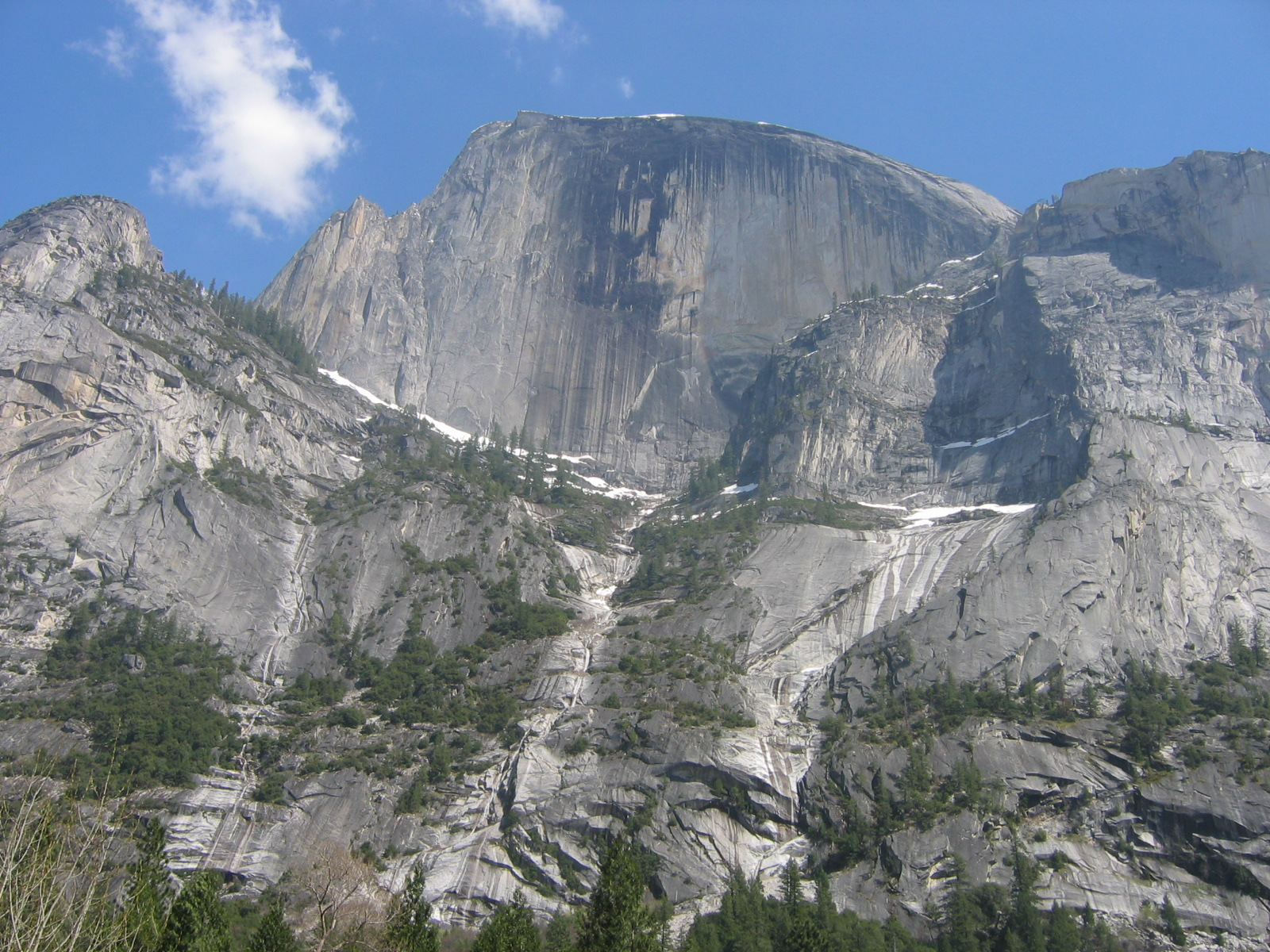
Half Dome Nordwest Wand
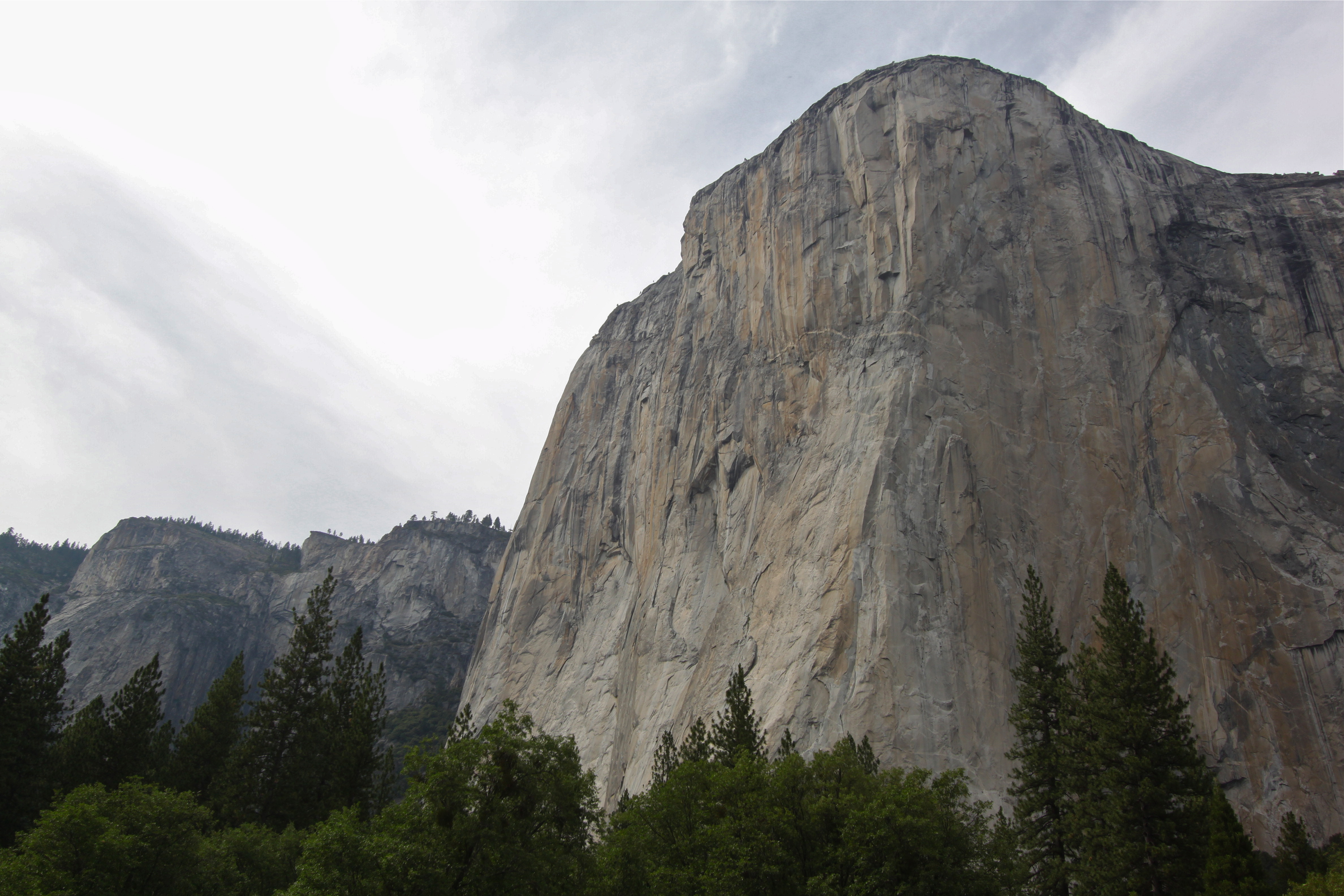
El Capitan

## Triple Crown Rekorde
Im Jahr 2001 gelang den Kletterern Dean Potter und Timmy O’Neil erstmals das Tripel an einem Tag. Sie benötigten 23 Stunden 45 Minuten für die Begehung der drei Bigwalls.
Die erste freie Begehung der Yosemite Triple Crown gelang am 21. Mai 2012 Tommy Caldwell und Alex Honnold. Sie benötigten 21 Stunden 15 Minuten und wählten am El Capitan die Route Free Raider für ihre Begehung, anstelle der sonst üblichen Route The Nose.
Alex Honnold wiederholte die Yosemite Triple Crown zwei Wochen später (5. Juni 2012) ohne Seilpartner in 18 Stunden 50 Minuten (am El Capitan über die Nose). Er kletterte dabei 90 % bis 95 % der Strecke free solo, das heißt ohne Seilsicherung (folglich nur 5 % bis 10 % rope solo).
Im Jahr 2018 unterboten Brad Gobright und Jim Reynolds den bis dahin gültigen Rekord von Honnold für das Triple mit einer Zeit von 18 Stunden und 45 Minuten.
Mit 17 Stunden und 55 Minuten stellten Tanner Wanish und Michael Vaill am 19. Oktober 2024 als neuntes Team überhaupt den noch heute (Stand 2025) gültigen Geschwindigkeitsrekord des Link-ups auf. Sie benötigten für den Mount Watkins 2 Stunden 25 Minuten, die Nose 5 Stunden 25 Minuten und den Half Dome 4 Stunden 5 Minuten.
Kate Kelleghan und Laura Pineau vollendeten am 8. Juni 2025 als erstes Frauenteam die Triple Crown, trotz Regens am Mount Watkins und am Half Dome. Sie benötigten als zehntes Team überhaupt 23 Stunden und 36 Minuten.